# Flaibano
Flaibano est une commune italienne d'environ 1 200 habitants située dans la province d'Udine dans la région Frioul-Vénétie Julienne dans le nord-est de l'Italie.

## Administration
| Période                                  | Période | Identité | Étiquette | Qualité |
| ---------------------------------------- | ------- | -------- | --------- | ------- |
|                                          |         |          |           |         |
| Les données manquantes sont à compléter. |         |          |           |         |

### Hameaux
S. Odorico al Tagliamento

### Communes limitrophes
Coseano, Dignano, San Giorgio della Richinvelda, Sedegliano, Spilimbergo